# Oženil se bom
Oženil se bom je druga kaseta skupine Magnet. Kaseta je dobila zlato priznanje ZKP RTV Slovenija, na njej pa sta uspešnici »Oženil se bom« in »Monika«.

## Seznam pesmi
| Št. | Naslov                           | Dolžina |
| --- | -------------------------------- | ------- |
| 1.  | „Oženil se bom‟                  |         |
| 2.  | „Še te sanjam‟                   |         |
| 3.  | „Potujem drugam‟                 |         |
| 4.  | „Adijo ljubica (z Nedo Ukraden)‟ |         |
| 5.  | „Vrni se domov Helena‟           |         |
| 6.  | „Nikši si nej‟                   |         |
| 7.  | „Monika‟                         |         |
| 8.  | „Ne bom ga več pil‟              |         |
| 9.  | „Tebi mama‟                      |         |
| 10. | „Gentleman‟                      |         |